# François Deroye
François Auguste Deroye (en italien Francesco Deroy), né à Arnay-le-Duc le 26 juillet 1884, mort brûlé vif dans une collision aérienne le dimanche 19 avril 1914 à Buc (aérodrome Louis Blériot de Buc) est un aviateur français qui fit la majeure partie de sa carrière en Italie.

## Biographie
Il est né de Louis Marie Deroye et Gally Marie Hélène Reine, née en 1859 et épousée à Saulieu en 1882. Les Deroye sont des notables à Arnay qui possède leur nom gravé sur les bancs de l'église locale de Saint-Laurent. Il perd rapidement ses parents et est reçu par de la famille à Tunis.
Le 26 octobre 1909, il assiste au triomphe de Louis Blériot à Paris, après sa traversée de La Manche en avril ; il se décide : il sera aviateur.
En 1911, sur l'aérodrome de Juvisy, il est breveté pilote (brevet no 374 de l'Aéro-Club de France). Il est doué, et après s'être installé en Italie, il dirige une école de pilotage sur l'aérodrome de Taliedo (quartier de Milan).
Entre le 30 juillet et le 6 août 1911, il participe sur l'aérodrome de Zaule (Muggia?) à la semaine aérienne de Trieste, où il organise en compagnie des pilotes italiens Romolo Manissero et Carlo Maffeis sur avion Blériot, et lui sur Farman, une ascension hors programme pour la diva du cinéma muet Lyda Borelli.
Le 30 novembre 1911, il fut le premier à essayer en Italie le biplan biplace Farman à moteur Gnome et Rhône 70 ch. Le 6 décembre 1911, il bat les records italiens d'altitude avec et sans passager avec respectivement, 1 300 m et 2 800 m. À la mi-septembre 1912, il fait une démonstration de vol dans sa ville natale devant une foule considérable. Le 27 mai 1913, il réalise le premier vol avec passager Milan-Rome. Il fut aussi participant à un raid sans escale Turin-Milan-Casale-Turin.
Le 19 avril 1914 à Buc, lui et un autre aviateur, tous deux transportant chacun un passager, se rentrent dedans en plein vol. Son aéronef s'écrase au sol, et il périt brûlé vif avec son passager. Son collègue et l'autre passager sont eux, grièvement brûlés. À Arnay, c'est une foule éplorée qui l'accompagne au cimetière local.